# The Best of The Jacksons
The Best of The Jacksons è una raccolta di successi del gruppo musicale statunitense The Jacksons, pubblicata solo in Italia nel 1993 dalla Epic.

## Tracce
1. Blame It on the Boogie – 3:35 (Mick Jackson/David Jackson/Elmar Krohn)
2. Show You the Way to Go – 5:29 (Kenneth Gamble/Leon Huff)
3. Can You Feel It – 6:00 (Michael Jackson/Jackie Jackson)
4. Destiny – 4:50 (The Jacksons)
5. One More Chance – 5:05 (Randy Jackson)
6. State of Shock – 4:31 (Randy Hansen/Michael Jackson) – duetto con Mick Jagger
7. Goin' Places – 4:27 (Michael Jackson/Randy Jackson)
8. Even Though You're Gone – 4:30 (Kenneth Gamble/Leon Huff)
9. Torture – 4:54 (Jackie Jackson/Kathy Wakefield)
10. Walk Right Now – 6:29 (Michael Jackson/Randy Jackson)
11. Lovely One – 4:53 (Michael Jackson/Randy Jackson)
12. Don't Stop 'Til You Get Enough (Live from the U.S. Tour 1981) – 4:33 (Michael Jackson/Randy Jackson) – tratta dall'album live The Jacksons Live!

Durata totale: 59:16